# Jrashen, Ararat
Jrashen là một đô thị thuộc tỉnh Ararat, Armenia. Dân số ước tính năm 2011 là 1803 người. Đô thị này thuộc vùng đô thị Yerevan.